# Wu Hongbo

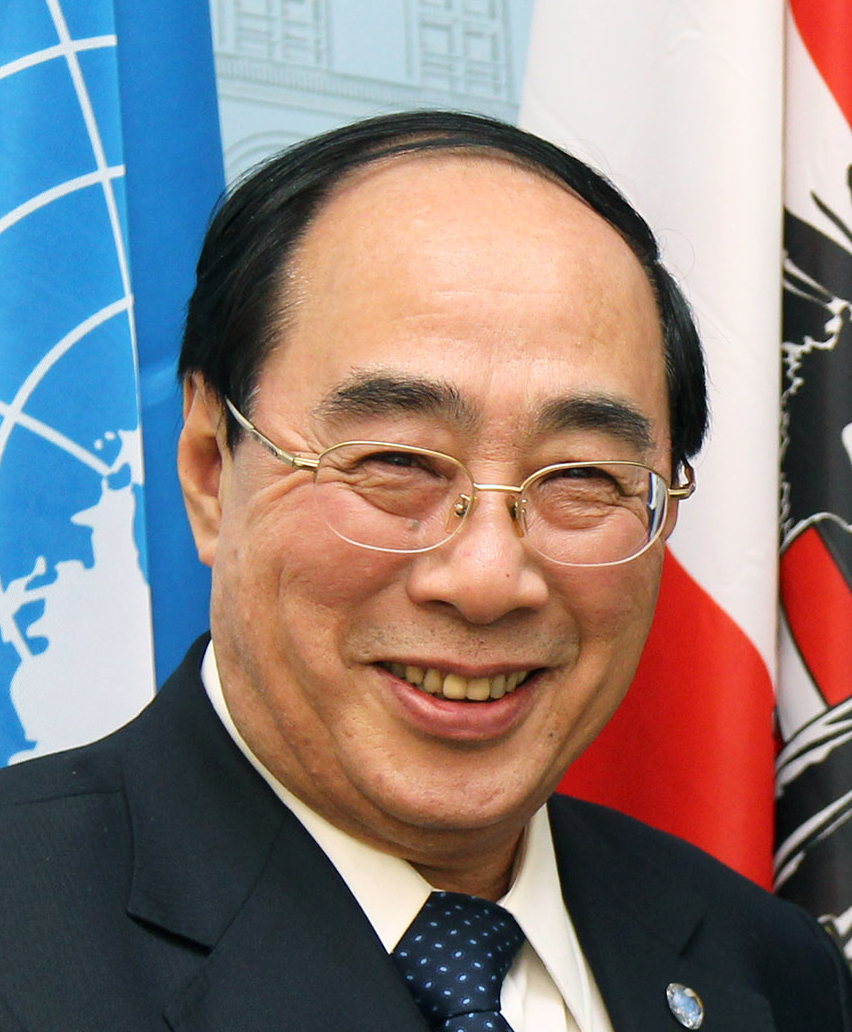
Wu Hongbo im österreichischen Außenministerium (2012)

Wu Hongbo (chinesisch 吳紅波, Pinyin Wú Hóngbō; * Mai 1952 in der Provinz Shandong) ist ein chinesischer Diplomat, war von 2009 bis 2012 Botschafter der diplomatischen Vertretung der VR China in Deutschland sowie von August 2012 bis Juli 2017 Vize-Generalsekretär der Vereinten Nationen.
Nach dem Studium in Peking arbeitete er seit 1976 für das Beijing Service Bureau für Diplomatic Missions. 1978 studierte er an der Victoria University of Wellington in Neuseeland und kam 1981 nach Peking zurück. 1983 wurde er Dritter Sekretär im Außenministerium in der Abteilung Dolmetscher und Übersetzungsdienst. 1987 wurde er Zweiter Sekretär im Büro für die Angelegenheiten von Hongkong und Macau. Im folgenden Jahr arbeitete er in der Sino-British Joint Liaison Group, die die Aufgabe hatte, den reibungslosen Übergang von Hongkong in chinesische Verwaltung zu gewährleisten. 1991 wurde er Erster Sekretär und Referatsleiter im Büro für Hongkong und Macao. 1997 arbeitete er im Rang eines Botschaftsrates in Hongkong. 1999 wurde er zum stellvertretenden Abteilungsleiter für Westeuropa ernannt. 2002 wurde er stellvertretender Leiter des Office of the Commissioner in Macao und im folgenden Jahr dann Botschafter in Manila. 2005 kam dann die Ernennung zum Leiter der Zentralabteilung im Außenministerium, zwei Jahre später bis zur Ernennung zum Botschafter war er Vize-Außenminister mit der Verantwortung für Europa, Presse und konsularische Angelegenheiten. Zu seinem Nachfolger in Berlin wurde Shi Mingde ernannt.